# 劉拯 (明朝)
劉拯（？—？），山東沂水縣人。明朝政治人物、同進士出身。

## 生平
洪武十七年，山東鄉試中舉。洪武十八年，登進士三家第七十九名，授監察御史。擅長書法。